# Carlos Rivas
Carlos Humberto Rivas Torres (24 de maig de 1953) és un exfutbolista xilè.

## Selecció de Xile
Va formar part de l'equip xilè a la Copa del Món de 1982. Fou jugador de Colo-Colo.